# Вигодарцере
Вигода̀рцере (на италиански: Vigodarzere; на венециански: Vigodarsare, Вигодарсаре) е град и община в Северна Италия, провинция Падуа, регион Венето. Разположен е на 17 m надморска височина. Населението на общината е 13 007 души (към 2011 г.).